# 藤原俊経
藤原 俊経（ふじわら の としつね、永久元年（1113年） - 建久2年1月22日（1191年2月17日））は、平安時代後期の貴族。藤原北家真夏流（大福寺流）、参議・藤原顕業の次男。官位は正三位・参議。六角を号す。

## 経歴
鳥羽院政期前期の保延3年（1137年）文章得業生に補せられる。康治元年（1142年）正月に近衛天皇の六位蔵人に補任されるが、早くも5月には従五位下に叙爵し蔵人を離れている。久安2年（1146年）近衛天皇の読書始で初め尚復を務めるが、仁平3年（1153年）蔵人巡により摂津守に任ぜられ受領に転じた。
保元2年（1157年）後白河天皇の五位蔵人に補せられるが、保元3年（1158年）には譲位のために蔵人を止められ、文章博士を兼ねた。永暦元年（1160年）権右少弁に任ぜられると、同年左少弁、永万元年（1165年）右中弁、仁安元年（1166年）従四位下・左中弁、仁安2年（1167年）従四位上、仁安3年（1168年）正四位下、嘉応2年（1170年）右大弁と弁官を務めながら順調に昇進する。またこの間の仁安3年（1168年）高倉天皇の御侍読を務めている。
承安4年（1174年）従三位に叙せられ公卿に列す。その後も治承3年（1179年）まで大弁を務め、治承4年（1180年）には式部大輔を兼ね、文人官僚の筆頭格となった。寿永2年（1183年）参議に任ぜられ、寿永3年（1184年）正三位に至る。
元暦2年（1185年）5月8日に出家。最終官位は参議正三位式部大輔勘解由長官阿波権守。法名は隆心。建久2年（1191年）正月22日に薨去。享年79。
日記に『俊経卿記』がある。

## 官歴
『公卿補任』による。
- 長承3年（1134年） 5月8日：給勧学院学問料
- 保延3年（1137年） 8月：文章得業生
- 保延4年（1138年） 正月22日：兼伯耆掾
- 保延5年（1139年） 3月13日：献策（備貢献、酬恩徳）。12月16日：典薬助
- 康治元年（1142年） 正月16日：六位蔵人。正月23日：式部大丞[3]。5月1日：従五位下（臨時）
- 久安2年（1146年） 12月20日：治部権少輔
- 久安3年（1147年） 12月10日：昇殿。12月12日：天皇御読書初尚復
- 久安4年（1148年） 正月7日：従五位上（策労）
- 仁平3年（1153年） 4月6日：摂津守（蔵人巡）
- 久寿元年（1154年） 正月5日：正五位下（策労）
- 保元2年（1157年） 4月26日：五位蔵人（去守）
- 保元3年（1158年） 8月11日：去蔵人（御譲位）。11月26日：兼文章博士
- 永暦元年（1160年） 正月21日：権右少弁、去少輔、博士如元。10月3日：左少弁
- 応保2年（1162年） 2月19日：兼中宮大進（育子立后日）
- 永万元年（1165年） 8月17日：右中弁。9月：氏院別当
- 仁安元年（1166年） 正月14日：従四位下（応保元年平野大原野行幸行事賞）。6月6日：左中弁。7月12日：兼修理左宮城使
- 仁安2年（1167年） 正月28日：従四位上（行幸院賞、中宮御給）、止進。12月30日：装束使[4]
- 仁安3年（1168年） 正月6日：正四位下（長寛元年八幡加茂行幸行事）。12月：御侍読。12月17日：補御書所別当
- 嘉応2年（1170年） 正月18日：右大弁。正月26日：給文章博士兼字（下名）
- 承安4年（1174年） 3月：辞博士（列判儒）。4月26日：従三位（臨時、嘉応元石清水行幸行事賞）、弁如元
- 承安5年（1175年） 正月22日：兼周防権守（弁労）。12月8日：左大弁
- 安元2年（1176年） 正月30日：兼勘解由長官
- 治承3年（1179年） 10月9日：辞弁（以男親経申補蔵人）
- 治承4年（1180年） 12月22日：兼式部大輔
- 治承5年（1181年） 3月26日：兼備後権守
- 寿永2年（1183年） 12月10日：参議、大輔長官権守如元
- 寿永3年（1184年） 正月6日：正三位
- 元暦2年（1185年） 正月20日：兼阿波権守。5月8日：出家（法名隆心）
- 建久2年（1191年） 正月22日：薨去[4]

## 系譜
『尊卑分脈』による。
- 父：藤原顕業
- 母：大江有経の娘
- 妻：藤原為隆の娘
  - 男子：藤原顕行
- 妻：平実親の娘
  - 男子：藤原親経（1151-1210）
- 妻：藤原有盛の娘
  - 男子：藤原盛経（1162-1235）
- 生母不詳の子女
  - 男子：俊厳（?-1254）
  - 女子：藤原光長室
  - 女子：